# اروان فضلی ادروس
اروان فضلی ادروس (انگلیسی: Irwan Fadzli Idrus؛ زادهٔ ۲ ژوئن ۱۹۸۱) بازیکن فوتبال اهل مالزی بود.
از باشگاه‌هایی که در آن بازی کرده است می‌توان به باشگاه فوتبال کداح، باشگاه فوتبال نگری سمبیلان، و باشگاه فوتبال پاهانگ اشاره کرد.
وی همچنین در تیم‌های ملی فوتبال زیر ۲۳ سال مالزی و مالزی بازی کرده است.